# Vivir por ti
Vivir sin ti é uma telenovela mexicana produzida por Epigmenio Ibarra e exibida pela Azteca entre 21 de janeiro e 6 de junho de 2008.
Foi protagonizada por Elizabeth Cervantes, Diego Olivera e José Ángel Llamas e antagonizada por Lisset, Carlos Torres, Mariana Gajá e Juan Carlos Barreto.

## Sinopse
Natalia Landeros é uma mulher de quarenta anos que dedicou os últimos dezoito anos de sua vida a cuidar de sua família, até que um dia descobre que seu marido, Juan Carlos Rivas, tem uma amante. Juan Carlos, professor universitário, se encontra em meio a uma crise existencial; apesar de ser um homem bem-sucedido e financeiramente solvente, ele se sente preso em seu casamento. Embora tenha se casado com Natália por amor, o relacionamento dos dois se tornou monótono e enfadonho, o que o leva a iniciar um relacionamento adúltero com Ingrid, uma colega de trabalho.
Natália e Juan Carlos decidem tentar salvar o relacionamento, principalmente pelo bem-estar dos filhos. Porém, Juan Carlos se apaixona perdidamente por Mariana, uma de suas alunas, e deixa Natália por ela. Natalia mergulha em uma profunda tristeza, mas decide superar sua dor e se divorciar de Juan Carlos para tentar reconstruir sua vida.
Natalia se recusa a ficar com outro homem novamente; Porém, pouco depois ela conhece Emiliano Carrasco, seu primeiro amor, que ela deixou há vinte anos por Juan Carlos. Emiliano agora é casado e tem uma filha, mas também se sente preso em seu casamento, então decide deixar sua esposa e voltar para Natália.
Quando Juan Carlos vê Natália transformada em uma mulher forte e determinada, seus sentimentos por Mariana começam a enfraquecer, então ele decide reconquistar a ex-mulher; Porém, isso não será fácil, pois Natalia está decidida a reconstruir sua vida com Emiliano.

## Elenco
- Elizabeth Cervantes - Natalia Landeros
- Diego Olivera - Juan Carlos Rivas
- Lisset - Beatriz del Toro
- María Aura - Mariana de Landeros
- José Ángel Llamas - Emiliano Carrasco
- Omar Fierro - Roberto
- Karina Mora - Bárbara
- Sandra Destenave - América
- Mariana Gajá - Ingrid
- Alberto Guerra - Francisco
- Iliana Fox - Liliana
- Francisco de la O - Antonio
- Claudia Lobo - Lucila
- Julieta Egurrola - Mercedes
- Luis Rábago - Alfonso
- Rodolfo Arias - Luis
- Karina Gidi - Marta
- Danny Gamba - Brenda
- Gloria Stalina - Alejandra (presentada como Gloria Margarita)
- Miguel Nájera - Diego
- Maximiliano González - Gustavo
- Antonio Gaona - Julio
- Bárbara Hidalgo - Rosenda
- Juan Carlos Barreto - Dagoberto
- Carlos Torres - Ricardo
- Emilio Guerrero
- Angélica Celaya